# Joan Colom
Pour les articles homonymes, voir Colom.
Joan Colom i Altemir (né à Barcelone en avril 1921 et mort le 3 septembre 2017 dans la même ville) est un photographe espagnol.

## Biographie
Après des études de comptabilité, Joam Colom se forma seul à la photographie et intégra en 1957 la Agrupación Fotográfica de Cataluña. En 1960, il participe à la création du groupe d'artistes El Mussol.
En 1962 à Paris, il apparaît dans une rétrospective de photographes contemporains, aux côtés de Xavier Miserachs et Oriol Maspons, regroupés sous le nom de la Nova Vanguàrdia. Ses travaux sont inspirés de Francesc Català Roca, Cartier-Bresson et Man Ray.

## Prix et distinctions
- 2006, Creu de Sant Jordi, distinction décernée par la Generalitat de Catalogne
- 2002, prix national de la photographie

## Expositions (liste sélective)

### personnelles
- 2008, Museum für Photographie, Brunswick
- 2007, Foam_Fotografiemuseum, Amsterdam
- 2006,
  - Musée Folkwang, Essen
  - Fondation Henri Cartier-Bresson, Paris
  - Laurence Miller Gallery, New York
- 2004, Fundación Telefónica, Madrid
- 2003, Fundación Foto Colectania, Barcelone

### collectives
- 2009, Kowasa Gallery, Barcelone
- 2005, galerie Colette, Paris
- 2004, 2008, 2009, Fundación Foto Colectania, Barcelone

## Publications
- Joan Colom : Les Gens Du Raval, éditions Steidl Verlag, 2006,  (ISBN 978-3865213242)